# Chat forestier en Corse
Cet article concerne le chat-renard de Corse. Pour le chat-renard de Bornéo, voir Mammifère inconnu de Bornéo.
Pour les articles homonymes, voir Chat sauvage et Chat (animal).
Le chat forestier en Corse fait notamment référence au chat-renard (en corse : ghjattuvolpe) bien que ce dernier se rapproche davantage de la sous-espèce Felis silvestris lybica. La présence du chat-renard en Corse est connue de longue date (arrivée au Néolithique), confirmée en 1988, et actuellement menacée.

## Du mythe à la réalité
Le ghjattuvolpe est un animal plus ou moins mythique en Corse, évoqué dans les récits des habitants. 
Cette population de chats sauvages était traditionnellement reconnue comme distincte des chats ensauvagés,, mais pas recensée officiellement, car très discrète et de mœurs nocturnes. Si sa présence historique était attestée, sa survie sur l'île était contestée jusqu'aux années 1980, malgré les données historiques et les témoignages de chasseurs ou de bergers. 
La population du chat-renard est actuellement menacée.
Cependant, à partir de 2008, l'Office national de la chasse et de la faune sauvage (ONCFS) étudie l'animal à la suite de la capture inopinée d'un chat dans un poulailler d'Olcani, dans le Cap Corse.
Des captures sont effectuées, assorties de mesures, suivis GPS et prélèvements génétiques confirmant que la population ne se rapporte pas à la population d'Europe continentale (Felis silvestris silvestris) mais de celle d'Afrique du Nord (Felis silvestris lybica).
Le chef-technicien de l'ONCFS obtient en 2019 des moyens importants pour lancer un programme de recherche, ce qui lui permet de prétendre révéler l'existence de cette population qu'il étudie depuis plus d'une dizaine d'années,. Un animal vivant est présenté aux médias début 2019. Cette population sauvage de félins corses était déjà connue depuis de nombreuses décennies, mais en juin 2019 les données sont encore insuffisantes pour déterminer sa position taxinomique et un garde de l'ONCFS relayé par la presse généraliste, se demande s'il peut s'agir d'une sous-espèce ou même d'une nouvelle espèce de chat,,,.
En mars 2023, l’Office Français de la biodiversité (OFB) affirme dans un communiqué, qu'il a fait la « démonstration d’une lignée génétique spécifique de chat sauvage en Corse », qui « permet clairement de séparer les prélèvements de chats sauvages corses des prélèvements de chats forestiers continentaux, de chats domestiques (de Corse et du continent) et de chats de Sardaigne ».

## Description
Le nom de chat-renard, appelé ghjattuvolpe en langue corse, serait dû à la longueur de l'animal et celle de sa queue ,. D'après l'ONCFS, l'apparence de l'animal est différente de celle d'autres chats sauvages : 90 cm de la tête au bout de la queue, pavillon des oreilles très larges, courtes moustaches, canines très développées. Tarses des pattes postérieures toujours très noirs, couleur rousse-rouille sur le ventre, densité de poil très importante qui le préserve des puces, poux ou tiques. Queue très fournie avec entre 2 et 4 anneaux et toujours un manchon terminal bien noir, zébrures sur les pattes antérieures très caractéristiques,.
Selon le technicien qui a étudié l'animal, il se distingue « par son ADN du chat sauvage européen (la sous-espèce Felis silvestris silvestris). Il se rapproche plus du chat forestier africain (la sous-espèce Felis silvestris  lybica), mais son identité exacte reste à déterminer ».

## Aire de répartition
Le chat-renard a une aire de répartition limitée à la Corse. Il est particulièrement présent dans la vallée d'Asco en Haute-Corse.

## Habitat
En Corse, le chat-renard a été observé aussi bien en plaine qu'en altitude et il a été démontré, grâce aux colliers GPS placés sur plusieurs individus capturés puis relâchés, qu'il est un grand voyageur.